# Белоцерковка (Алтайский край)
Белоцерковка — село в Кулундинском районе Алтайского края. Входит в состав Константиновского сельсовета.

## История
Основано в 1909 году. В 1928 г. посёлок Белоцерковка состоял из 126 хозяйств, центр Белоцерковского сельсовета Славгородского района Славгородского округа Сибирского края. Колхоз «Путь к коммунизму». С 1957 г. отделение совхоза «Победа».

## Население
В 1928 году в посёлке проживало 625 человек (323 мужчины и 302 женщины), основное население — украинцы. По переписи 1959 г. в селе проживало 195 человек (69 мужчин и 126 женщин).
| 1997 | 1998 | 1999 | 2000 | 2001 | 2002 | 2003 |
| ---- | ---- | ---- | ---- | ---- | ---- | ---- |
| 124  | ↗130 | ↗136 | ↘132 | ↘120 | ↘116 | ↘114 |
| 2004 | 2005 | 2006 | 2007 | 2008 | 2009 | 2010 |
| ↘104 | ↗110 | ↘109 | ↘100 | ↘98  | ↘91  | ↗94  |
| 2011 | 2012 | 2013 |      |      |      |      |
| ↘93  | ↘84  | ↘81  |      |      |      |      |